# Microtropesa nigricornis
Microtropesa nigricornis là một loài ruồi trong họ Tachinidae.